# 矢木勉
矢木 勉（やぎ つとむ、1923年または1924年生まれ）は、日本の造園系地方公務員。

## 来歴
神戸市に生まれる。京都大学農学部林学科を卒業した。
神戸市役所では公園緑地部長を務めた。
1980年に、第6回日本公園緑地協会北村賞を受賞した。
著書に『花時計賛歌』（神戸新聞総合出版センター、2011年）、『日本の花時計』（山と渓谷社、2001年）、『世界と日本の花時計』（神戸新聞総合出版センター, 2018年、英文併記)があり、「日本花時計の会」という団体で会長を務めている。